# Povestirea cameristei
Povestirea cameristei, intitulată în unele ediții ca Povestea slujitoarei (titlu alternativ: Galaad 2195; titlu original: The Handmaid's Tale, cu sensul de Povestirea servitoarei) este un roman distopic, o operă de science-fiction sau de ficțiune speculativă. Romanul este scris de autoarea canadiană Margaret Atwood și publicat prima oară de către editura McClelland and Stewart în 1985. Amplasat în viitorul apropiat, într-o teocrație totalitară, care a răsturnat guvernul Statelor Unite, Povestirea Cameristei explorează tema subjugării femeii. Titlul romanului a fost inspirat de colecția de povestiri The Canterbury Tales scrisă de Geoffrey Chaucer, serie care conține povestiri conectate între ele ("The Merchant's Tale", "The Parson's Tale", etc.).

## Premii
- 1985 – Governor General's Award (câștigător)
- 1986 – Premiul Booker (nominalizare)
- 1986 – Premiul Nebula (nominalizare)
- 1987 – Premiul Arthur C. Clarke (câștigător)[1]
- 1987 – Premiul Prometheus (nominalizare)[2]

## Ecranizări
- Poveste din viitor (1990), regia Volker Schlöndorff, cu Natasha Richardson, Faye Dunaway.[3]
- Povestea slujitoarei (serial difuzat între 2017 și 2025), cu Elisabeth Moss, Joseph Fiennes, Yvonne Strahovski.